# Shree 420
Shree 420 (t.l.:Il Signor 420) è un film del 1955 diretto da Raj Kapoor.

## Trama
Raj arriva nella città di Mumbai in cerca di lavoro e di un futuro migliore. Si ritrova ad affrontare le trappole e le tentazioni che gli offre la metropoli e, presto per lui si pone il dilemma tra il seguire una via veloce ma disonesta per arricchirsi, o seguire i valori di onestà e solidarietà.

## Titolo e interpretazioni
Questo film è considerato uno dei classici di Bollywood, ispirato alle idee di solidarietà sociale e di slancio di rinnovamento che era tipico dell'India di Jawaharlal Nehru.
Il titolo si riferisce all'articolo del codice penale indiano che punisce i reati per truffa.
Le canzoni del film sono ancora oggi molto popolari e rappresentano uno degli elementi che suscitarono l'interesse del pubblico di molti paesi del Medio Oriente, Unione Sovietica e altri paesi asiatici.